# Добро поле (Рила)
Вижте пояснителната страница за други значения на Добро поле.
Добро поле е обширна местност в планината Рила, България.

## Местоположение
Добро поле е разположена в Царевовръшкия дял на Югозападна Рила, по десния бряг на Бистрица, между притоците ѝ Доброполската река и Дългодолската река (Узундолското дере). Надморската височина е 1200 – 2000 m. През южната част на Добро поле минава пътят от Благоевград за Бодрост.

## Етимология
Името е традиционно за българската културна среда за високопланинско пасище и произтича от това, че е равно и с добра паша.

## Описание
Добро поле е част от денудационна заравненост. Геологичната основа е южнобългарски гранити. Почвите са кафяви планинско горски в ниските части, а над 1500 m – тъмноцветни планинско горски и планинско-ливадни. Обрасла е с бук, смърч, ела и бяла мура, а най-високите части с тревна растителност, частично с клек и хвойна.
В северозточната част на местността, между връх Аризманица (2272 m) и Царев връх (2376 m) е едноименната седловина Добро поле, която е на вододела между Илийна река и Бистрица. Седловината с надморска височина от 2000 m разделя Царевовръшкия от Мечивръшкия дял на планината. През нея минават пътеки от Бистрица, Стоб и Рилския манастир за хижа „Македония“.